# Émile Girodet
Joseph Émile Paul dit Émile Girodet est un homme politique français né à Bourg-Argental (Loire) le 23 mars 1849 et mort à Paris le 16 avril 1898. 

## Biographie
Fils et petit-fils de menuisier, il est marchand de pétrole à Bourg-Argental, mais va se consacrer essentiellement à la vie politique sous l'étiquette radical-socialiste puis socialiste. Il a occupé de très nombreuses fonctions électives : conseiller d'arrondissement (1874), conseiller municipal (1874) puis adjoint de Bourg-Argental (1876) révoqué en 1877, conseiller général (1880, 1887-1889) maire de Bourg-Argental (1880-1888), député de la Loire (1881-1885, 1889-1898) et maire de Saint-Étienne (1888-1892). Il a contribué à la création de la Bourse du travail de Saint-Étienne en 1888 et a organisé une Exposition industrielle et des Beaux-Arts en 1891 qui a connu un grand succès.
Socialiste par son souci de prendre en compte la question ouvrière et de travailler à améliorer la situation de la classe laborieuse, libéral par son attachement à toutes les libertés, ses idées et sa politique ont en fait préfiguré le socialisme indépendant d'un Alexandre Millerand et d'un Aristide Briand, qui vient d'ailleurs comme ministre de l'Instruction publique inaugurer le monument à la mémoire de Girodet en 1907 dans le quartier de Montaud.

## Sources
- « Émile Girodet », dans Adolphe Robert et Gaston Cougny, Dictionnaire des parlementaires français, Edgar Bourloton, 1889-1891 [détail de l’édition]
- « Émile Girodet », dans le Dictionnaire des parlementaires français (1889-1940), sous la direction de Jean Jolly, PUF, 1960 [détail de l’édition]
- Jean-Michel Steiner, « La naissance de la Bourse du Travail de Saint-Étienne … », Solidarités et créations dans la grande ville ouvrière, in Patrimages no 2, PUSE 2002, p. 63-153.